# Barkarby (plaats)
Barkarby is een plaats in Järfälla met 3926 inwoners (2005). Barkarby is gesticht in het jaar 1538.
Barkarby ligt in de provincie Stockholms län. Barkarby heeft een treinstation en in de stad ligt ook het oudste Zweedse vliegveld, dat nog steeds in gebruik is.